# Faculdade de Agronomia da Universidade Federal de Jataí
A Faculdade de Agronomia da Universidade Federal de Jataí está localizada no Campus Jatobá (Cidade Universitária José Cruciano de Araújo) da UFJ. O curso está programado para ser integralizado em dez semestres letivos (cinco anos), em período integral e regime semestral.